# Kuppel
En kuppel (af latin: cupula, diminutiv af cupa), en halvkugleformet hvælving over et rum. En kuppel kan være cirkelformet, elliptisk eller polygonisk.
Af bygningsværker med en kuppelkonstruktion kan blandt andet nævnes; Pantheon i Rom, Cattedrale di Santa Maria del Fiore i Firenze, Den blå Moske i Istanbul, Imam-moskéen i Isfahan og Saint Paul's Cathedral i London.

## Note
1. ↑  tambour — Ordbog — Den Danske Ordbog